# Ćak Dźhumra
Ćak Dźhumra – miasto w Pakistanie, w prowincji Pendżab. W 2017 roku liczyło 48 724 mieszkańców.